# رالف د. ستايسي
رالف د. ستايسي (بالإنجليزية: Ralph Douglas Stacey)‏ هو منظر أعمال ‏ بريطاني، ولد في 10 سبتمبر 1942.